# Ronde van Marokko
De Ronde van Marokko (Tour du Maroc) is een wielerwedstrijd in Marokko en maakt sinds 2006 deel uit van de UCI Africa Tour. De wedstrijd werd in 1937 voor het eerst georganiseerd. De Marokkaanse wielrenner Mohamed El Gourch won de wedstrijd drie keer.

## Lijst van winnaars

### Meervoudige winnaars
| Overwinningen | Renner            | Land    | Jaren            |
| ------------- | ----------------- | ------- | ---------------- |
| 3             | Mohamed El Gourch | Marokko | 1960, 1964, 1965 |
| 2             | Mariano Cañardo   | Spanje  | 1937, 1938       |

### Overwinningen per land
| Overwinningen | Land                                                                                                   |
| ------------- | --- |
| 10            | Frankrijk                                                                                              |
| 5             | Marokko, Rusland                                                                                       |
| 4             | België                                                                                                 |
| 3             | Zuid-Afrika, Zweden                                                                                    |
| 2             | Italië, Spanje                                                                                         |
| 1             | DDR, Duitsland, Kazachstan, Litouwen, Nieuw-Zeeland, Polen, Slovenië, Slowakije, Tsjechië, Zwitserland |

2005 · 
2006 · 
2007 · 
2008 · 
2009 · 
2010 · 
2011 · 
2012 · 
2013 ·
2014 · 
2015 ·
2016 ·
2017 ·
2018 ·
2019 ·
2020 ·
2021 ·
2022 ·
2023 ·
2024 ·
2025
Belangrijkste wedstrijden

Ronde van Burkina Faso · La Tropicale Amissa Bongo · Ronde van Kameroen · Ronde van Marokko · GP Chantal Biya · Ronde van Rwanda